# Ibn Abi l-Diyaf
Abu-l-Abbàs Àhmad, més conegut com a Ibn Abi-d-Diyaf (en àrab Abū l-ʿAbbās Aḥmad ibn Abī ḍ-Ḍiyāf) (Tunis 1802/1803-29 de setembre de 1874) fou un historiador tunisià.
Va escriure una història de Tunísia de la conquesta àrab el 1872.